# Cartoon Network Franciaország
A Cartoon Network Franciaország (franciául: Cartoon Network France) a Cartoon Network rajzfilmadó francia adásváltozata. 1993. szeptember 17-e óta elérhető Franciaországban, de ekkor még csak az adó páneurópai változatát lehetett fogni angol nyelven. 1999. november 5-én indult el a francia nyelvű sugárzás. A csatorna Franciaországban, Belgiumban, Szenegálban, Svájcban, Luxemburgban, Marokkóban és Réunionon érhető el franciául és angolul.
Az adó néha szabadon vehető. A csatorna az este 11-től hajnali 1-ig sugárzó Adult Swimmel osztozik adásidején.

## Műsorai
Nagyrészt azokat a műsorokat adja, amelyeket a magyar Cartoon Network.

## Logó

Az első logó 1996 és 2006 között. A képernyő jobb felső sarkában található.
A második logó 2006 és 2010. november 28-a között. A jobb felső sarokban található.
A harmadik logó 2010-től. A jobb alsó sarokban található.